# Phan Thành Nam
Phan Thành Nam, né le 3 juillet 1985 à Tuy Hòa, au Vietnam, est un mathématicien et physicien mathématicien vietnamien ; il est professeur à l'université Louis-et-Maximilien de Munich.

## Biographie
Phan Thành Nam étudie les mathématiques et l'informatique à l'université nationale de Hô Chi Minh-Ville de 2003 à 2007. Il obtient une maîtrise en 2008 à l'université d'Orléans et il poursuit ses études à l'université de Copenhague, où obtient un doctorat en 2011 sous la direction de Jan Philip Solovej (en), avec la thèse Contributions to the rigorous study of the structure of atoms. En tant que chercheur postdoctoral, il travaille avec Mathieu Lewin, à l'université de Cergy-Pontoise et au CNRS, jusqu'en 2013 puis à l'Institute of Science and Technology Austria avec Robert Seiringer jusqu'en 2016. En 2016, il devient professeur assistant à l'université Masaryk et en 2017 il est nommé professeur à l'université de Munich.

## Recherche
Phan Thành Nam travaille en physique mathématique (mécanique quantique à plusieurs corps, théorie spectrale),  calcul des variations et équations aux dérivées partielles ainsi qu'en analyse numérique.

## Prix et distinctions
En 2018, il reçoit le prix de l'Union internationale de physique pure et appliquée (IUPAP) destiné aux jeunes scientifiques en physique mathématique. En 2020, il est lauréat du prix de la Société mathématique européenne.

## Publications (sélection)
- Phan Thành Nam, « New Bounds on the Maximum Ionization of Atoms », Communications in Mathematical Physics, vol. 312, no 2,‎ 2012, p. 427–445 (DOI 10.1007/s00220-012-1479-y)
- Mathieu Lewin, Phan Thành Nam et Nicolas Rougerie, « Derivation of Hartreeʼs theory for generic mean-field Bose systems », Advances in Mathematics, vol. 254,‎ 2014, p. 570–621 (DOI 10.1016/j.aim.2013.12.010)
- Mathieu Lewin, Phan Thành Nam, Sylvia Serfaty et Jan Philip Solovej, « Bogoliubov Spectrum of Interacting Bose Gases », Communications on Pure and Applied Mathematics, vol. 68, no 3,‎ 2015, p. 413–471 (DOI 10.1002/cpa.21519)
- Mathieu Lewin, Phan Thành Nam et Schlein, « Fluctuations around Hartree states in the mean-field regime », American Journal of Mathematics, vol. 137, no 6,‎ 2015, p. 1613–1650 (DOI 10.1353/ajm.2015.0040)
- Phan Thành Nam et Robert Seiringer, « Collective Excitations of Bose Gases in the Mean-Field Regime », Archive for Rational Mechanics and Analysis, vol. 215, no 2,‎ 2014, p. 381–417 (DOI 10.1007/s00205-014-0781-6)
- Phan Thánh Nam, Nicolas Rougerie et Robert Seiringer, « Ground states of large bosonic systems : the Gross–Pitaevskii limit revisited », Analysis & PDE, vol. 9, no 2,‎ 2016, p. 459–485 (DOI 10.2140/apde.2016.9.459)
- Mathieu Lewin, Phan Thành Nam et Nicolas Rougerie, « The mean-field approximation and the non-linear Schrödinger functional for trapped Bose gases », Transactions of the American Mathematical Society, vol. 368, no 9,‎ 2015, p. 6131–6157 (DOI 10.1090/tran/6537)
- Phan Thành Nam, Marcin Napiórkowski et Jan Philip Solovej, « Diagonalization of bosonic quadratic Hamiltonians by Bogoliubov transformations », Journal of Functional Analysis, vol. 270, no 11,‎ 2016, p. 4340–4368 (DOI 10.1016/j.jfa.2015.12.007)
- Rupert L. Frank, Rowan Killip et Phan Thành Nam, « Nonexistence of Large Nuclei in the Liquid Drop Model », Letters in Mathematical Physics, vol. 106, no 8,‎ 2016, p. 1033–1036 (DOI 10.1007/s11005-016-0860-8)
- Phan Thành Nam et Marcin Napiórkowski, « Bogoliubov correction to the mean-field dynamics of interacting bosons », Advances in Theoretical and Mathematical Physics, vol. 21, no 3,‎ 2017, p. 683–738 (DOI 10.4310/ATMP.2017.v21.n3.a4)